# Çavuş (titre)
Çavuş, romanisé comme Chaush ou Chiaus (du turc: çavuş, "messager"), était un titre ottoman utilisé pour deux catégories distinctes de soldats, tous deux employés comme messagers même s'ils différaient hiérarchiquement. C'était un grade inférieur à agha et kethüda, dans des unités telles que les janissaires et les sipahi, et était également un terme pour les membres de l'unité spécialisée de çavuşān composée de cavalerie et d'infanterie combinées servant le Conseil impérial. Les chefs du conseil çavuş étaient appelés çavuşbaşı (ou başçavuş). Le çavuşbaşı était assistant (ou adjoint) du Grand Vizir,, chargé des questions de sécurité, accompagnant les ambassadeurs en visite au Grand Vizier, et a également procédé au premier examen des pétitions soumises au Conseil, et a dirigé les réunions du Conseil lorsque le Grand Vizier n'était pas présent.